# Pão-de-galinha

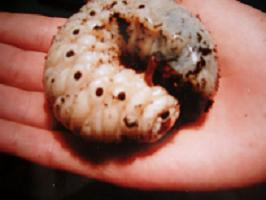
larve de Dynaste Hercule

Les larves de Dynastinae, dénommées au Brésil « pão-de-galinha » (« pain de poule ») ou « torresmo », se nourrissent de racines, de bois ou de matière végétale en décomposition à l'intérieur du sol.
Elles mesurent vingt centimètres de long et pèsent près de cent grammes. 
Les indiens sud-américains les récoltent pour les manger crues ou roties, puisqu'elles sont pleines de protéines.